# 草堂寺
草堂寺（そうどうじ）は、和歌山県西牟婁郡白浜町富田にある臨済宗東福寺派の寺院。

## 文化財

### 重要文化財
- 草堂寺障壁画 - （1979年（昭和54年)重文指定)
- 紙本墨画群猿図 - 1786年の作品。長沢芦雪筆（1979年（昭和54年）重文指定）

### 県指定文化財
- 絹本水墨龍と仙人図 - 長沢芦雪筆
- 紙本水墨蘆行者明上座図 - 長沢芦雪筆
- 紙本淡彩四睡図 - 長沢芦雪筆
- 紙本水墨蝦蟇鉄拐図 - 長沢芦雪筆
- 紙本水墨隠元豆と玉蜀黍図 - 伊藤若冲筆
- 絹本著色鸚鵡図 - 伊藤若冲筆
- 紙本淡彩東方朔と山水図 - 岸駒筆
- 絹本淡彩関羽図 - 岸駒筆
- 絹本著色虎関師錬像 - 虎関師錬筆